# Innocent victim
Innocent  victim is het elfde studioalbum van de Britse rockgroep Uriah Heep.

## Muzikanten
De bezetting op dit album:
- John Lawton – zang
- Trevor Bolder – basgitaar
- Mick Box – gitaar
- Lee Kerslake – drums, zang
- Ken Hensley – keyboards, gitaar, zang

## Muziek
Uriah Heep speelt een combinatie van harde rock en melodieuze stukken. Er worden bij veel solo's gespeeld door gitaar en keyboards. Op dit album zijn ook invloeden van andere muziekstijlen  te beluisteren, zoals reggae en funk. Flyin' high en Free 'n' easy zijn stevige rocknummers, Illusion is een dromerige ballad. Er staan op dit album vier nummers die (deels) geschreven zijn door niet-bandleden. De Amerikaanse singer/songwriter Jack Williams (die ook al samen met Ken Hensley The hanging tree geschreven heeft op het vorige album Firefly) is een vriend van Ken Hensley en de Brit Pete McDonald heeft samen met Trevor Bolder gespeeld in The Spiders from Mars, de begeleidingsband van David Bowie.

## Tracklijst

### Kant een
1. Keep on ridin' – (Ken Hensley, Jack Williams) – 3:40
2. Flyin' high – (Ken Hensley) – 3:19
3. Roller – (Trevon Bolder, Pete Mc Donald) – 4:41
4. Free 'n' easy – (Mick Box, John Lawton) – 3:05
5. Illusion – (Ken Hensley) – 5:05

### Kant twee
1. Free me – (Ken Hensley) – 3:34
2. Cheat 'n' lie – (Ken Hensley) – 4:54
3. The dance – (Jack Williams) – 4:49
4. Choices – (Jack Williams) – 5:49

## Album
Dit album is opgenomen in juli-september 1977 in Gerry Bron's Roundhouse Studios in Londen. Het album is uitgebracht in november 1977 op Bronze Records voor onder meer Europa, Australië, Zuid-Afrika en op Warner Music Group voor onder meer de Verenigde Staten en Canada. Dit album is vanaf 1987 ook op compact disc verkrijgbaar. Er is in 1997 een herziene versie van het album uitgebracht  met twee bonustracks  en in 2004 een uitgebreide luxe-editie met vier bonustracks. De discografie en uitgebreide informatie over alle uitgaven staat vermeld op de website van Discogs (zie bronnen, noten en referenties).

## Ontvangst
AllMusic waardeerde Innocent victim met twee en een halve ster (maximaal vijf). Recensent Donald A. Guarisco vond het album onvoldoende evenwichtig, maar "despite this uneveness in tone, Innocent Victim remains a likable album, with enough strong material to satisfy Uriah Heep's admirers".
Het album behaalde geen notering in de Amerikaanse en Britse hitlijsten, maar in Noorwegen bereikte het album plek 13 en in Duitsland plek 19. Het album was ook succesvol in Nieuw-Zeeland (nr. 19) en Australië (nr. 44). De single Free me werd een nummer 1 in Nieuw-Zeeland en nummer 3 in Zuid-Afrika.